# Racaillou et ses évolutions
Racaillou (イシツブテ, Ishitsubute, dans les versions originales en japonais) et ses deux évolutions, Gravalanch (ゴローン, Golone) et Grolem (ゴローニャ, Golonya), sont trois espèces de Pokémon de première génération.
Issus de la célèbre franchise de médias créée par Satoshi Tajiri, ils apparaissent dans une collection de jeux vidéo et de cartes, dans une série d'animation, plusieurs films, et d'autres produits dérivés, ils sont imaginés par l'équipe de Game Freak et dessinés par Ken Sugimori. Leur première apparition a lieu au Japon en 1996, dans les jeux vidéo Pokémon Vert et Pokémon Rouge. Ils sont tous les trois du double type roche et sol et occupent respectivement les 74e, 75e et 76e emplacements du Pokédex, l'encyclopédie fictive recensant les différentes espèces de Pokémon.
Depuis la septième génération, ils possèdent chacun une nouvelle forme, appelée respectivement Racaillou d'Alola, Gravalanch d'Alola et Grolem d'Alola.

## Création
La franchise Pokémon, développée par Game Freak pour Nintendo et introduite au Japon en 1996, tourne autour du concept de capture et d'entraînement de 150 espèces de créatures appelées Pokémon, afin de les utiliser pour combattre des Pokémon sauvages et ceux d'autres dresseurs Pokémon, qu'il s'agisse de personnages non-joueurs ou d'autres joueurs humains. La puissance des Pokémon au combat est déterminée par leurs statistiques d'attaque, de défense et de vitesse et ils peuvent apprendre de nouvelles capacités en accumulant des points d'expérience ou si leur dresseur leur donne certains objets.

### Conception graphique
La conception de Racaillou, de Gravalanch et de Grolem  est le fait, comme pour la plupart des Pokémon, de l'équipe chargée du développement des personnages au sein du studio Game Freak. Leur apparence est finalisée par Ken Sugimori pour la première génération des jeux Pokémon, Pokémon Rouge et Pokémon Vert, sortis à l'extérieur du Japon sous les titres de Pokémon Rouge et Pokémon Bleu,. 

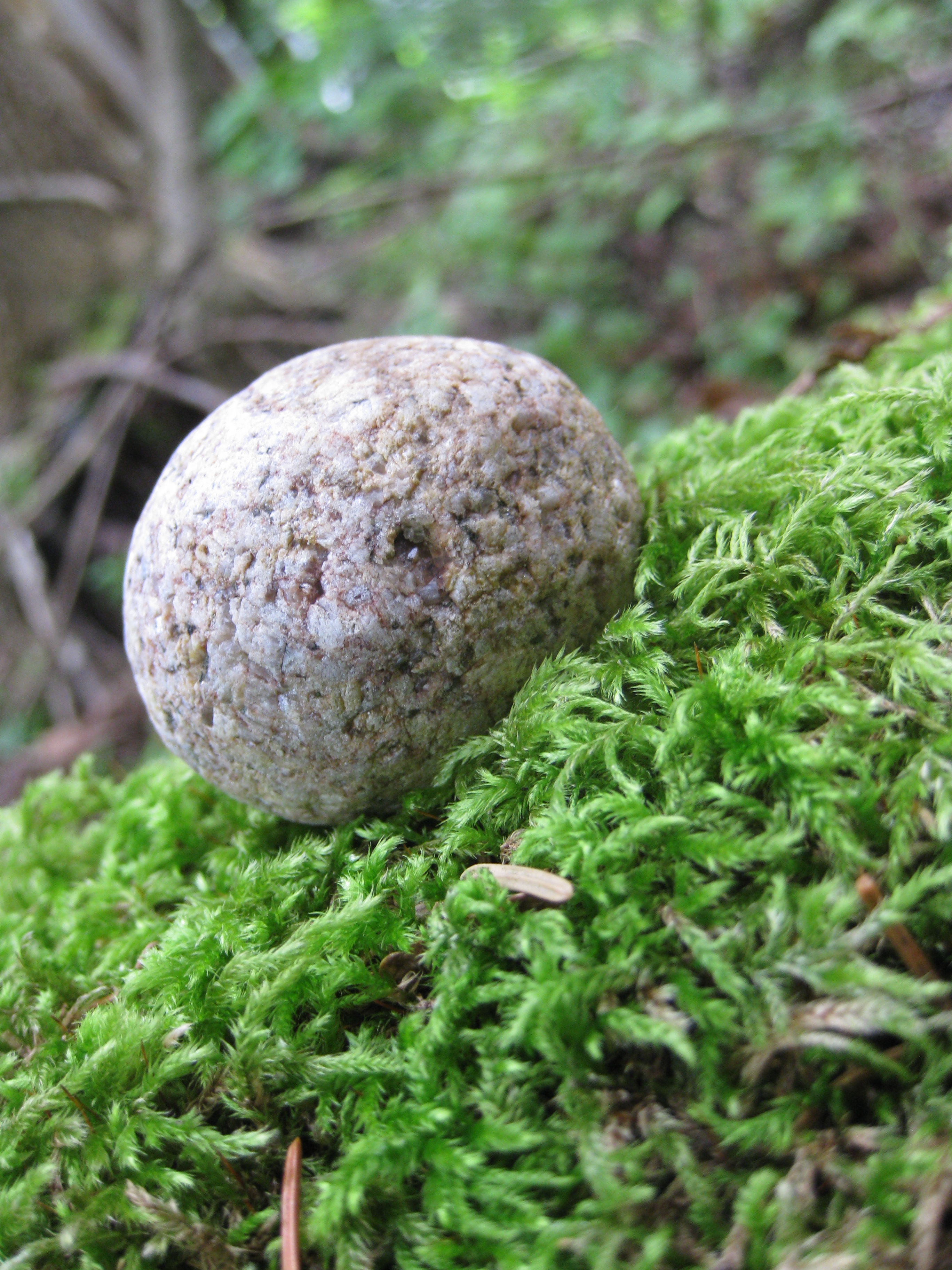
Un caillou qui roule.

Nintendo et Game Freak n'ont pas évoqué les sources d'inspiration de ces Pokémon. Néanmoins, certains fans avancent que Racaillou et Gravalanch pourraient être inspiré d'un rocher vivant, tandis que Grolem en plus du caillou vivant pourrait être basé du Golem et de la tortue.

### Étymologie
Racaillou, Gravalanch et Grolem sont initialement nommés Ishitsubute (イシツブテ), Golone (ゴローン, Gorōn) et Golonya (ゴローニャ, Gorōnya) en japonais. Ces noms sont ensuite adaptés dans trois langues lors de la parution des jeux en Occident : anglais, français et allemand ; le nom anglais est utilisé dans les autres traductions du jeu.
Nintendo choisit de donner aux Pokémon des noms « astucieux et descriptifs », liés à l'apparence ou aux pouvoirs des créatures, lors de la traduction des jeux ; il s'agit d'un moyen de rendre les personnages plus compréhensibles pour les enfants, notamment américains. Ishitsubute est renommé « Geodude » en anglais, « Kleinstein » en allemand et « Racaillou » en français ; Golone devient « Graveler » en anglais, « Georok » en allemand et « Gravalanch » en français et Golonya s'appelle « Golem » en anglais, « Geowaz » en allemand et « Grolem » en français. Selon IGN, Geodude est un mot-valise composé du grec « geo » (terre en français) et de « dude » (mec), Graveler vient du mot « gravel » (gravier) et Golem est un clin d'œil à la créature de la mythologie juive appelée golem. Pour les noms français, selon Pokébip, il s'agit de mot-valises composées respectivement de « racaille » et « caillou », de « gravats » et « avalanche » et de « gros » et « golem ».

## Description
Ces trois Pokémon sont l'évolution les uns des autres : Racaillou évolue en Gravalanch puis en Grolem. Dans les jeux, ces évolutions surviennent, respectivement en atteignant le niveau 25 et en échangeant le Pokémon avec un autre dresseur,. Pour évoluer en Grolem, Racaillou est d'abord obligé d'évoluer en Gravalanch.
Comme pratiquement tous les Pokémon lors de leurs apparitions dans les jeux vidéo et dans la série d'animation, ils ne peuvent pas parler. Dans la série, ils communiquent en répétant des syllabes de leur nom d'espèce selon différents accents et tonalités, et en rajoutant du langage corporel.

## Apparitions

### Jeux vidéo
Racaillou, Gravalanch et Grolem apparaissent dans la série de jeux vidéo Pokémon. D'abord en japonais, puis traduits en plusieurs autres langues, ces jeux ont été vendus à plus de 200 millions d'exemplaires à travers le monde. Ils font leur première apparition le 27 février 1996, dans les jeux japonais Pocket Monsters Aka (ポケットモンスター 赤, Poketto Monsutā Aka, Pocket Monsters Rouge) et Pocket Monsters Midori (ポケットモンスター 緑, Poketto Monsutā Midori, Pocket Monsters Vert) (remplacé dans les autres pays par la version Bleue). Depuis la première édition de ces jeux, Racaillou, Gravalanch et Grolem sont réapparus dans les versions jaune, or, argent, cristal, rubis, saphir, émeraude, rouge feu, vert feuille, diamant et perle.
Il est possible d'avoir un œuf de Racaillou en faisant se reproduire deux Pokémon dont au moins un Racaillou, un Gravalanch ou un Grolem femelle. Cet œuf éclot après 3 820 pas, et un Racaillou de niveau 5 en sort. Racaillou, Gravalanch et Grolem appartiennent au groupe d'œuf minéral et ont pour capacité « Tête de roc », « Fermeté » et « Voile sable ».

### Série télévisée et films
La série télévisée Pokémon ainsi que les films sont des aventures séparées de la plupart des autres versions de Pokémon et mettent en scène Sacha en tant que personnage principal. Sacha et ses compagnons voyagent à travers le monde Pokémon en combattant d'autres dresseurs Pokémon. Racaillou apparait pour la première fois à l'épisode Confrontation à Argenta. Il s'agit du Pokémon de Pierre.

## Réception
La lignée d'évolution a été dans les précurseurs du mème Internet appelé « évolution des célébrités Pokémon », avec dans l'ordre d'évolution Jonah Hill, Seth Rogen et Zach Galifianakis.